# Brunneiapiospora
Brunneiapiospora es un género de hongos perteneciente a la familia Clypeosphaeriaceae